# 香港特別行政區行政長官辦公室
行政長官辦公室（英語：Chief Executive's Office，CEO），是香港特別行政區行政長官的直屬的辦公部門。行政長官取其「特區首長」之意簡稱「特首」，辦公室又簡稱特首辦。行政長官辦公室的地點是由行政長官選定，現位於香港中環添馬添華道1號，即行政長官辦公室大樓內。

## 歷史

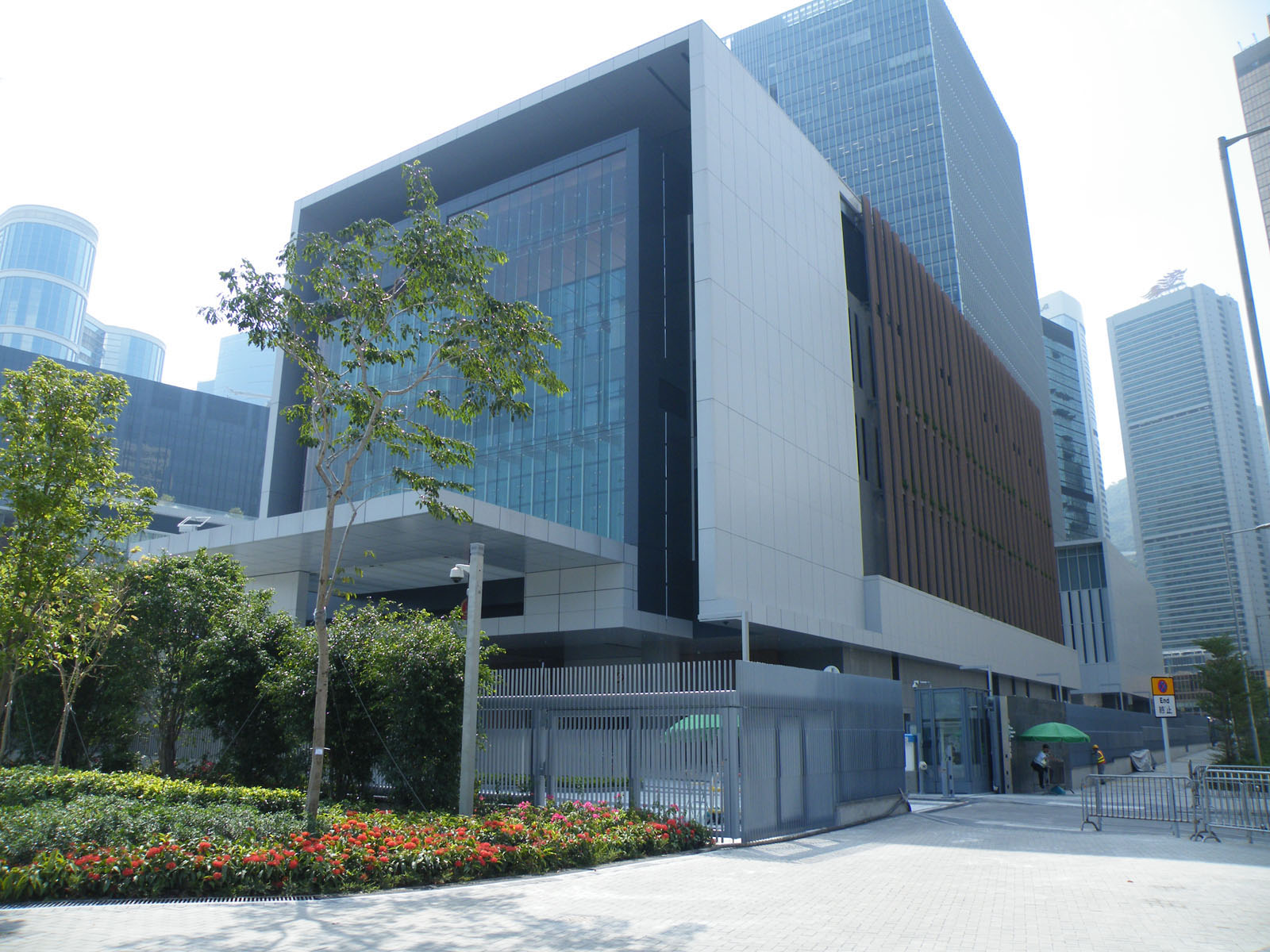
行政長官辦公大樓

香港主權移交前，港督府（即現今禮賓府）是大多香港總督的官邸及辦公地點；主權移交後，第一任行政長官董建華選擇不入住禮賓府，以體現去殖民化，故遷移至政府總部（即港英政府的布政司署）辦公。
2005年6月曾蔭權上任後，經過多月裝修，於2006年1月遷回至禮賓府作行政長官官邸及辦公地點。
特區政府在添馬艦填海地興建新政府總部作為行政機關和立法機關的總部，設計預留政府總部低座作為行政長官辦公室及行政會議之用，行政長官辦公室在2011年8月8日正式遷移至新政府總部。

## 組織

### 主任
行政長官辦公室主任，非公務員職位，薪酬相當於局長級問責官員。相當於行政長官的秘書長，主要負責協助行政長官監督行政長官辦公室以及行政會議秘書處的運作，亦負責安排行政長官的日程。由於新聞統籌專員一職自馮煒光於2017年6月30日離任後便懸空，辦公室主任亦要處理新聞統籌專員的職務和職能。2022年7月，設立傳訊秘書一職分擔部分工作。
1. 林煥光（2002年7月1日－2005年1月6日；其時職級為首長級薪級表第八點）
2. 曾俊華（2006年1月24日－2007年6月30日；其時職級為首長級薪級表第八點）
3. 陳德霖（2007年7月1日－2009年7月31日）
4. 譚志源（2009年8月1日－2011年9月29日）
5. 梁卓偉（2011年9月30日－2012年6月30日）
6. 邱騰華（2012年7月1日－2017年6月30日）
7. 陳國基（2017年7月1日－2022年6月30日）
8. 葉文娟（2022年7月1日－）

### 副主任
- 袁銘輝（2003年3月－10月，短暫設立）

### 常任秘書長
首長級薪級表第六點，辦公室內最高級別公務員職位，但職級低於決策局常任秘書長
- 黃灝玄（2005年8月－2006年1月；其時職級為首長級第八級）
- 張琼瑤（2006年2月－2007年10月）
- 謝曼怡（2007年10月－2010年4月）
- 麥靖宇（2010年4月－2012年6月）
- 劉焱（2012年7月－2017年6月）
- 丁葉燕薇（2017年7月－2019年8月）
- 林雪麗（2019年9月－2022年6月）
- 鄭鍾偉（2022年7月－2024年5月）
- 蔡傑銘（2024年5月－2025年4月）
- 林淑儀（2025年4月－）

### 新聞統籌專員
首長級薪級表第四點，2017年7月至2024年5月懸空
- 林瑞麟（1999年1月－2002年6月；其時職級為首長級薪級表第八點）
- 何安達（2006年2月13日－2012年6月30日）
- 鄧惠鈞（2012年8月23日－2013年7月31日）
- 馮煒光（2013年12月16日－2017年6月30日）
- 謝振中（2024年6月1日－）

新聞統籌專員是主權移交後董建華新開設的職位，殖民地時期港督多經由政府新聞處發布資訊。

### 助理新聞统籌專員
- 黃凱寧（2025年1月7日－）

### 傳訊秘書
首長級薪級表第二點
- 謝振中（2022年7月－2024年5月31日）

### 高級特別助理
首長級薪級表第二點
- 路祥安（1997年－2001年）
- 陳建平（2003年4月1日－2018年5月11日）

### 特別助理
非公務員職位，薪級相當於總薪級表第45至49點
- 陳建平（1997年－2003年）
- 陳克勤（2006年－2008年）
- 陳岳鵬（2010年－2012年）
- 邱萍菲（2014年－2017年）
- 李惠（2017年7月－2022年6月）
- 黃芷淵（2022年7月－）

## 外部連結
- 香港特別行政區行政長官辦公室官方網站 （页面存档备份，存于）
- 香港特別行政區行政長官辦公室的新浪微博